# Кольорові кіноновели
«Кольорові кіноновели» (в титрах «Новели») — радянський кольоровий художній фільм, знятий в 1941 році режисером Олександром Мачеретом і оператором Ігорем Гелейном. Картина знімалася на основі експериментальної трьохплівкової технології за гідротипним методом оператора Павла Мершіна, розробленим «Мосфільмом» і НІКФІ. Прем'єра відбулася 22 серпня 1941 року.

## Сюжет
Фільм складається з двох окремих кіноновел — «Свинопас» (за однойменною казкою Г. X. Андерсена) і «Небо і пекло» (за однойменною п'єсою П. Меріме з циклу «Театр Клари Газуль»).
1. «Свинопас». Юний принц мріє одружитися на принцесі з сусіднього королівства. Він посилає їй в подарунок запашну троянду і голосистого солов'я. Але примхлива принцеса відкидає прекрасні подарунки принца — вона любить лише штучну красу іграшок, а жива краса троянди і ніжні трелі живого солов'я дратують її. Принц вирішує покарати примхливу красуню. Він з'являється в палаці принцеси під виглядом свинопаса, що вміє робити чудові іграшки. Ціна кожної іграшки — поцілунок принцеси. Батько принцеси, король, після того, як застав дочку, що цілується зі свинопасом, виганяє обох з королівства. Свинопас знову стає принцом. Принцеса готова слідувати за прекрасним юнаком, але він відмовляє їй.
2. «Небо і пекло». Над середньовічною Іспанією витає чорна тінь «найсвятішої інквізиції». Дон Пабло ненавидить тиранію короля і ченців. Він учасник змови проти королівської влади. Його кохана донья Уракка приймає у себе в будинку ченця Бартоломео — свого духівника і таємного шпигуна інквізиції. Бартоломео, майстерно розпалюючи ревнощі доньї Ураккі до коханого, домагається від неї зізнання про участь дона Пабло в змові проти короля. Дона Пабло кидають в підземелля. Його чекає багаття. Любов перемагає в доньї Урацці спрагу помсти. Вона проникає до в'язня, заколює Бартоломео, що прийшов до нього, і біжить зі своїм коханим з темниці.

## У ролях
- Юрій Любимов — принц-свинопас
- Віра Алтайська — принцеса
- О. Торопова — старша фрейліна
- Григорій Шпігель — король
- Віктор Миронов — придворний
- Н. Шкодіна — фрейліна
- Ніна Зорська — фрейліна
- Наталія Гіцерот — донья Уракка («Небо і пекло»), одна з фрейлін («Свинопас»)
- Євген Самойлов — дон Пабло
- Борис Пославський — брат Бартоломео, інквізитор

## Знімальна група
- Режисер — Олександр Мачерет
- Сценарист — Олександр Мачерет
- Оператор — Ігор Гелейн
- Художник — Артур Бергер